# Ullrich Panzer
Ullrich Panzer (* 1944 in Witzenhausen)  ist ein ehemaliger deutscher Polizist aus Bremen. Er wurde durch seine massive und umstrittene Gewaltanwendung bekannt.

## Biografie
Panzer stammt aus einer Polizistenfamilie: Sein Vater war ebenfalls Polizist und Ausbilder an der Bremer Polizeischule. Im Zweiten Weltkrieg war sein Vater im Polizei-Bataillon 303. Laut eigener Aussage hatte es Panzer leichter im Bremer Polizeidienst, da viele alte Polizisten seinen Vater kannten. Panzer begann seine Ausbildung bei der Bereitschaftspolizei Bremen 1963 und wurde Polizeihauptkommissar.
Als Sportbeauftragter beklagte er 1975 die fehlende Fitness vieler Polizisten. Er führte Intensivkurse im Nahkampf und Fitnessräume in den Wachen ein. Bremer Beamte mussten regelmäßig ihr Sportabzeichen ablegen. Panzer wurde 1975 Leiter einer 31 Mann starken sogenannten „Einsatzgruppe“, die vor allem bei Demonstrationen eingesetzt wurde. Er führte diese Gruppe von Polizisten an, die der Spiegel 1984 als „Panzers Putz-Kolonne“ bezeichnete. 1983 wurde unter seiner Leitung das Bremer Spezialeinsatzkommando (SEK) aufgestellt. Die Gruppe hatte aber zunächst wenig mit der professionellen polizeilichen Arbeit des heutigen SEK Bremen zu tun. Die Einsatzbefehle für die Gruppe kamen direkt aus dem Bremer Polizeipräsidium und bei den Einsätzen ging es meist um körperliche Auseinandersetzungen bei Demonstranten. Zur normalen Besoldung erhielten Panzer und seine Männer obendrein für jeden zweihundert Mark Gefahrenzulage. Da die Gruppe meist in zivil auftrat, wurde sie auch als „Panzers Turnschuhgruppe“ bezeichnet.
Am 1. Mai 1984 mischten sich Panzers SEK-Männer unter Gewerkschaftsdemonstranten. „Da haben wir nichts zu suchen“, kommentierte Panzer im Spiegel, „aber natürlich waren wir da.“
Dass Panzers Gruppe so ungeniert auf Bremens Straßen agieren durfte, begründete 1984 Bremens Polizeipräsident Ernst Diekmann damit, dass Geiseldramen und Terroristen-Jagd in Bremen sehr selten seien: „Mogadischu ist ja nicht alle Tage.“ Schließlich „dürfen die nicht aus der Übung kommen“.
Im Juni 1984 wurde Panzer vom neuen Innensenator Volker Kröning (SPD) zum 16. Revier nach Bremen-Walle versetzt. Alle anderen SEK-Turnschuhpolizisten wurden von Kröning „unter strengste Aufsicht“ gestellt. Ziel des neuen Innensenators war es, das selbstherrliche Auftreten und die unkontrollierten Einsätze der Zivilgruppe in die polizeiliche Arbeit zurückzuführen.
Nach den gewalttätigen Auseinandersetzungen auf der Sielwallkreuzung (Östliche Vorstadt) in der Silvesternacht von 1988/89 sagte Panzer, der bei den Krawallen schwer verletzt wurde, einem Journalisten, dass der Polizeipräsident bei den Auseinandersetzungen „den Schwanz eingezogen“ hätte. Um sich gegen Angriffe von Demonstranten zu retten, sprang Panzer durch eine geschlossene Glastür in die Szenekneipe März.
1990 wurde Panzer stellvertretender Revierleiter in Bremen-Huchting. Nach zweijähriger Krankheit wurde Panzer im Alter von 49 Jahren in den vorzeitigen Ruhestand versetzt.
Im Laufe seines Dienstes wurden ihm disziplinarische Verfehlungen vorgeworfen, darunter Körperverletzung im Amt, Anstiftung zur Urkundenfälschung, Missbrauch von Dienstwagen. Wegen angeblicher Körperverletzung stand er vor Gericht. Panzer selbst spricht von „lang eingefädelten Intrigen“ gegen sich und davon, dass er ein Bauernopfer der Politik gewesen sei.

## Bewertung
Der Spiegel nannte Panzer in einem ausführlichen Artikel 1984 den „bekanntester Schläger Bremens“. Die BILD nannte ihn Mitte 2015 „Bremens härtesten Bullen“.

## Werke
- Ulrich Panzer: Polizei intern – Meine Dienstjahre in Bremen 1963-1993, Eigenverlag 2015.